# Tolnai Márta
Tolnai Márta, Szotáczkyné (Pécs, 1941. augusztus 23. – 2012. július 5.) magyar válogatott tornász, edző, versenybíró. A pécsi Leőwey Klára Gimnáziumban érettségizett.

## Sportolói pályafutása
A PVSK tornacsoportjában kezdte sportolói tevékenységét. Itt figyelt fel rá Horváth Leona edzőként, akinek meghatározó szerepe volt abban, hogy profi sportolóként kiteljesedjen.
1957-ben ifjúsági válogatottként aranyérmet nyert gerendán a moszkvai Világifjúsági Találkozón. Ezt követte egy cseh-magyar nemzetközi verseny, ahol összetettben ért el első helyezést. 1961-től 1969-ig a felnőtt tornászválogatott tagja.
Eredményei csapatban:
- 1964. évi tokiói olimpia, összetett csapat: V. hely (375,455 p.)
- 1965. évi nyári universiade (Budapest), összetett csapat: I. hely (114,95 p.)
- 1966. évi dortmundi világbajnokság, összetett csapat: V. hely (373,889 p.)
- 1968. évi mexikói olimpia, összetett csapat: V. hely (369,800 p.)

## Edzőként és testnevelő tanárként
1970-ben a Magyar Testnevelési Egyetemen szerzett testnevelő tanári, majd 1978-ban torna szakedzői diplomát illetve nemzetközi bírói vizsgát tett. 1971-től 1984-ig edzőként dolgozott a PVSK, majd a PMSC tornaszakosztályában.
1975-től 1999-ig a Pécsi Tudományegyetem Jogi és Közgazdaságtudományi Karán testnevelő tanár.
A Baranya Megyei Tornaszövetség elnökségi tagja volt.